# 愛羅斯·阿茲海默
愛羅斯·阿茲海默（德語：Alois Alzheimer，德語發音：[ˈaːlɔɪs ˈʔaltshaɪmɐ] ⓘ，1864年6月14日—1915年12月19日），德国精神病学家，他首先发表了老年痴呆症的病例，后来被命名为阿茲海默病。

## 生平
阿茲海默的父亲是家乡的一名公证人。阿尔茨海默於阿沙芬堡的文理中學畢業後，進入蒂宾根大学和维尔茨堡大学學習。1887年，他在维尔茨堡大学获得医学学位。次年，他花了5个月时间帮助一位精神病女患者，然后进入法兰克福市立精神病院。Emil Sioli担任精神病院院长（1852年-1922年），另一位神经科医师尼梭（1860年-1919年）与阿尔茨海默共事。阿尔茨海默后来在脑病理学方面的许多工作使用了尼梭的组织学的银黄着色方法. 阿尔茨海默与人一同创办出版杂志Zeitschrift für die gesamte Neurologie und Psychiatrie。 

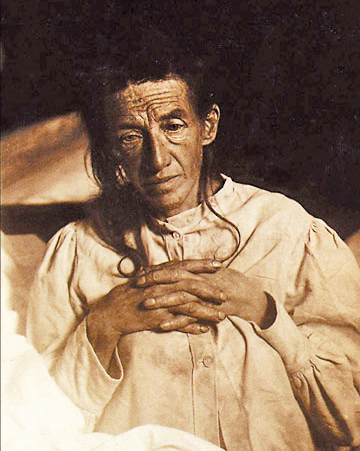
Auguste D.

1901年，阿尔茨海默在法兰克福精神病院观察了一位名为Frau Auguste Deter的患者，这位51岁的患者有奇怪的行为症状，丧失了短期记忆。其后数年中，阿尔茨海默对这位患者进行了大量研究。经过与她丈夫的交涉，阿尔茨海默获得了在Deter夫人去世后使用她脑部及病历的权力。
阿尔茨海默博士问了她很多问题，后面又问了她是否记得。他叫她写自己的名字。她试图去做，但总会忘记其余的事情，并一直喃喃自语道：“我已经迷失了自我。” 她几乎不能记住自己的生活细节，并经常给出与问题无关而且语无伦次的答案。阿尔茨海默于是得出结论认为这位患者没有时间或地点的认知能力。
1906年4月，Deter夫人因感染褥疮引起了败血症去世，阿尔茨海默将病历和脑送往他工作的慕尼黑克雷佩林实验室。2位意大利医生和他一起工作，他使用神经纤维银染法观察到Deter夫人的脑部有淀粉样斑块病变和神经原纤维缠结。1906年11月3日，阿尔茨海默博士进行了首次关于阿尔茨海默症的病理学和临床症状演说。
由于德语是当时科学尤其是心理学的共同语言，教科书中介绍克雷佩林对阿尔茨海默病的研究使他很快出名。1911年，欧洲医生已经在美国诊断这种疾病。 
1912年，阿尔茨海默担任布雷斯劳大学精神病学教授。1915年12月中旬，阿尔茨海默在布雷斯劳大学的路上生病。可能是由于链球菌感染并发风湿热和肾衰竭。他在布雷斯劳因心力衰竭去世，享年51岁。

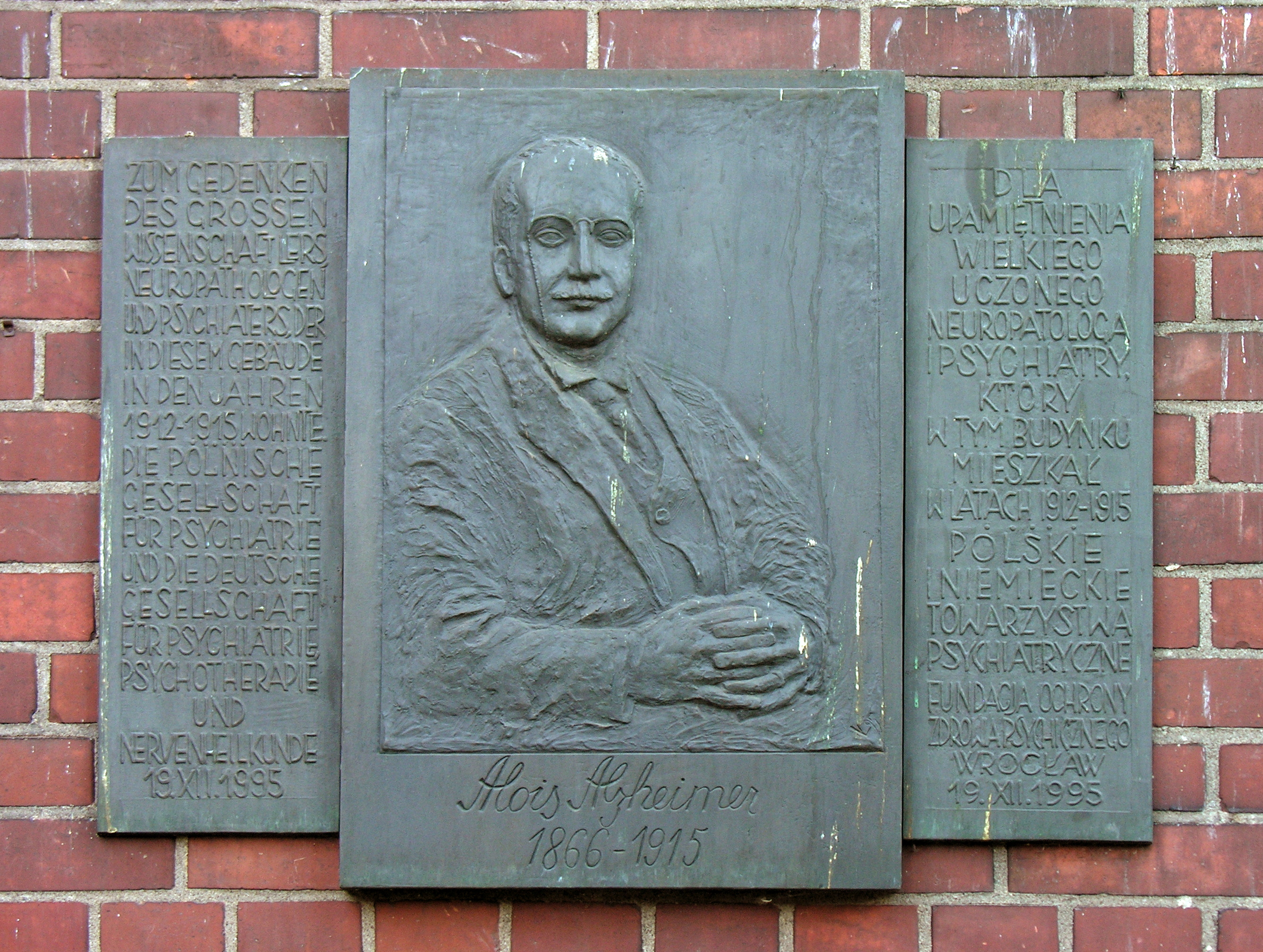
布雷斯劳的阿茲海默像